# Northeast Conference
La Northeast Conference est le groupement de dix universités gérant les compétitions sportives universitaires dans dix disciplines masculines et treize féminines dans le nord-est des États-Unis.

## Membres actuels
Membre sortant en rose.
| Institutions                                    | Siège                            | Fondation | Type     | Surnom                                  | Réjoint |
| ----------------------------------------------- | -------------------------------- | --------- | -------- | --------------------------------------- | ------- |
| Université d'État du centre du Connecticut (en) | New Britain, Connecticut         | 1849      | Publique | Blue Devils de Central Connecticut (en) | 1997    |
| Université d'État de Chicago                    | Chicago, Illinois                | 1867      | Publique | Cougars de Chicago State (en)           | 2024    |
| Université Fairleigh Dickinson                  | Teaneck, New Jersey              | 1942      | Privée   | Knights de Fairleigh Dickinson          | 1981    |
| Le Moyne College                                | DeWitt, New York                 | 1946      | Privée   | Dolphins de Le Moyne (en)               | 2023    |
| Université de Long Island                       | Brooklyn et Brookville, New York | 1926      | Privée   | Sharks de LIU (en)                      | 1981    |
| Université de Mercyhurst (en)                   | Érié, Pennsylvanie               | 1926      | Privée   | Lakers de Mercyhurst (en)               | 2024    |
| Université de New Haven                         | West Haven, Connecticut          | 1920      | Privée   | Chargers de New Haven (en)              | 2025    |
| Université Saint-Francis (en)                   | Loretto, Pennsylvanie            | 1847      | Privée   | Red Flash de Saint-Francis (en)         | 1981    |
| Stonehill College (en)                          | Easton, Massachusetts            | 1948      | Privée   | Skyhawks de Stonehill (en)              | 2022    |
| Wagner College                                  | Staten Island, New York          | 1883      | Privée   | Seahawks de Wagner (en)                 | 1981    |

1. ↑  L'adresse postale du campus est Syracuse.
2. ↑  De 1981 à 2019, l'Université de Long Island (LIU) était représentée à la Northeast Conference par son campus de Brooklyn, dont les équipes étaient connues sous le nom de Blackbirds de LIU Brooklyn. En juillet 2019, LIU a fusionné les Blackbirds avec les Pioneers de LIU Post, le programme NCAA Division II du campus Post de l'université à Brookville. Le programme sportif unifié, qui concourt maintenant sous le nom de Sharks de LIU, a hérité des adhésions à la Division I et à la NEC du campus de Brooklyn.
3. ↑  Saint Francis entamera une transition vers la Division III de la NCAA en juillet 2026, rejoignant la Presidents' Athletic Conference (en).

### Membres associés
| Institutions                                | Siège                        | Fondation | Type            | Surnom                                | Sport(s)                                                  | Rejoint | Conférence principale |
| ------------------------------------------- | ---------------------------- | --------- | --------------- | ------------------------------------- | --------------------------------------------------------- | ------- | --------------------- |
| Université de Binghamton                    | Vestal, New York             | 1946      | Publique        | Bearcats de Binghamton                | Golf masculin et féminin Tennis masculin                  | 2023    | America East          |
| Université d'État de Cleveland              | Cleveland, Ohio              | 1964      | Publique        | Vikings de Cleveland State (en)       | Crosse masculine                                          | 2024    | Horizon               |
| Université d'État Coppin (en)               | Baltimore, Maryland          | 1900      | Publique (HBCU) | Eagles de Coppin State (en)           | Baseball                                                  | 2022    | MEAC                  |
| Université Daemen (en)                      | Amherst, New York            | 1947      | Privée          | Wildcats de Daemen (en)               | Volley-ball masculin                                      | 2022    | ECC (Div. II)         |
| Université d'État du Delaware               | Dover, Delaware              | 1891      | Publique (HBCU) | Hornets de Delaware State (en)        | Baseball Golf féminin                                     | 2022    | MEAC                  |
| Université d'État du Delaware               | Dover, Delaware              | 1891      | Publique (HBCU) | Hornets de Delaware State (en)        | Crosse feminine Soccer féminin                            | 2023    | MEAC                  |
| Université de Detroit Mercy                 | Détroit, Michigan            | 1877      | Privée          | Titans de Detroit Mercy (en)          | Crosse masculine                                          | 2024    | Horizon               |
| Université Duquesne                         | Pittsburgh, Pennsylvanie     | 1864      | Privée          | Dukes de Duquesne                     | Football américain                                        | 2008    | Atlantic 10           |
| Université Duquesne                         | Pittsburgh, Pennsylvanie     | 1864      | Privée          | Dukes de Duquesne                     | Bowling féminin                                           | 2016    | Atlantic 10           |
| Université D'Youville (en)                  | Buffalo, New York            | 1946      | Privée          | Saints de D'Youville                  | Volley-ball masculin                                      | 2022    | ECC (Div. II)         |
| Université de Fairfield                     | Fairfield, Connecticut       | 1942      | Privée          | Stags de Fairfield                    | Hockey sur gazon                                          | 2019    | MAAC                  |
| Université Howard                           | Washington, D.C.             | 1867      | Privée (HBCU)   | Bison de Howard                       | Natation et plongeon masculin et féminin                  | 2020    | MEAC                  |
| Université Howard                           | Washington, D.C.             | 1867      | Privée (HBCU)   | Bison de Howard                       | Crosse féminine Football masculin et féminin Golf féminin | 2021    | MEAC                  |
| Université Howard                           | Washington, D.C.             | 1867      | Privée (HBCU)   | Bison de Howard                       | Golf masculin                                             | 2022    | MEAC                  |
| Université de Manhattan                     | Riverdale (en), New York     | 1853      | Privée          | Jaspers de Manhattan (en)             | Volley-ball masculin                                      | 2025    | MAAC                  |
| Université de la Côte Est du Maryland (en)  | Princess Anne, Maryland      | 1886      | Publique (HBCU) | Hawks de Maryland Eastern Shore (en)  | Baseball Golf masculin et féminin                         | 2022    | MEAC                  |
| Université de la Côte Est du Maryland (en)  | Princess Anne, Maryland      | 1886      | Publique (HBCU) | Hawks de Maryland Eastern Shore (en)  | Volley-ball masculin                                      | 2025    | MEAC                  |
| Merrimack College (en)                      | North Andover, Massachusetts | 1947      | Privée          | Warriors de Merrimack (en)            | Hockey sur gazon                                          | 2024    | MAAC                  |
| Université de Monmouth                      | West Long Branch, New Jersey | 1933      | Privée          | Hawks de Monmouth                     | Bowling féminin                                           | 2024    | CAA                   |
| Université de Niagara                       | Lewiston, New York           | 1856      | Privée          | Purple Eagles de Niagara              | Bowling féminin                                           | 2023    | MAAC                  |
| Université d'État de Norfolk                | Norfolk, Virginie            | 1935      | Publique (HBCU) | Spartans de Norfolk State             | Baseball                                                  | 2022    | MEAC                  |
| Université du centre de la Caroline du Nord | Durham, Caroline du Nord     | 1910      | Publique (HBCU) | Eagles de North Carolina Central (en) | Golf masculin et féminin                                  | 2022    | MEAC                  |
| Université Rider                            | Lawrenceville, New Jersey    | 1865      | Privée          | Broncs de Rider (en)                  | Hockey sur gazon                                          | 2019    | MAAC                  |
| Université Robert Morris                    | Moon Township, Pennsylvanie  | 1921      | Privée          | Colonials de Robert Morris            | Crosse masculine                                          | 2024    | Horizon               |
| Université Robert Morris                    | Moon Township, Pennsylvanie  | 1921      | Privée          | Colonials de Robert Morris            | Football américain                                        | 2024    | Horizon               |
| Université du Sacré-Cœur (en)               | Fairfield, Connecticut       | 1963      | Privée          | Pioneers de Sacred Heart (en)         | Hockey sur gazon                                          | 2024    | MAAC                  |
| Institut militaire de Virginie (VMI)        | Lexington, Virginie          | 1839      | Publique        | Keydets de VMI                        | Crosse masculine                                          | 2024    | SoCon                 |

1. ↑  L'adresse postale du campus est Binghamton.
2. ↑  Le campus a une adresse postale Princess Anne, mais est situé dans le comté non constitué en société de Somerset.
3. ↑  L'adresse postale du campus est « Niagara University ».